# 金子ボクシングジム
金子ボクシングジム（かねこボクシングジム）は、東京都世田谷区（下北沢駅）に所在するプロボクシングのジムである。

## 概要
1965年、元OBF東洋フェザー級王者（日本人初）の金子繁治によって設立された。
現役時代、「魅惑のハードパンチャー」として一時代を築いた金子繁治は、そのファイトスタイルとは別に真面目なクリスチャンボクサーとしても有名であった。
後進の指導は勿論の事、「青少年育成」を理念にボクシングジムの経営にあたり、晩年は会長職を長男金子健太郎へ引き継ぎ、自らは名誉会長としてプロモーター業に専念していた。
これまでに、日本チャンピオン8名、東洋太平洋チャンピオン5名、世界チャンピオン1名を輩出した実績を残す。
- 日本プロボクシング協会会員
- （財）日本ボクシングコミッション認定

## 歴史
- 1965年4月、金子ボクシングジム設立。
- 1980年10月、株式会社金子プロモーション設立。
- 1993年12月、新ジム完成。
- 2004年、長男、金子健太郎が後を引き継ぎ2代目会長に、次男、金子賢司がマネージャー兼トレーナーに就任。[3]
- 2011年8月、ジム初の世界チャンピオン誕生（WBA世界スーパーフライ級、清水智信）。[4]

## 所属選手

### 世界王者
- 清水智信（WBA世界スーパーフライ級）

### 現役選手
- 細川チャーリー忍（第50代・第52代OPBF東洋太平洋ミドル級王者、元WBOアジアパシフィックミドル級王者、細川バレンタインの弟）
- 大久祐哉

### かつて所属していた選手
- 松本芳明（第18代日本フライ級王者）
- 岩田健二（第9代日本スーパーフェザー級王者）
- 村田英次郎（第19代OPBF東洋太平洋バンタム級王者）
- 西村貴晴（第39代日本バンタム級王者）
- 早山進（第16代日本ライトフライ級王者）
- ケビン・パーマー（第44代日本ミドル級王者、第34代OPBF東洋太平洋ミドル級王者）
- 新田勝世（第32代OPBF東洋太平洋バンタム級王者、現在は川崎新田ボクシングジム会長）
- 木谷卓也（第23代日本スーパーフライ級王者、後の志成ボクシングジム会長）
- 伊藤俊介（第51代日本ライト級王者）
- 高橋良輔（第11代OPBF東洋太平洋クルーザー級チャンピオン）
- 大竹秀典[5]（第36代日本スーパーバンタム級王者、第43代OPBF東洋太平洋スーパーバンタム級王者）
- 大和藤中